# Veniamin Levich
Veniamin Grigorievich (Benjamin) Levich (en russe : Вениами́н Григо́рьевич Ле́вич, né le 30 mars 1917 à Kharkov en Ukraine et mort le 19 janvier 1987 à Littlewood (New Jersey) aux États-Unis) est un dissident soviétique, est un physicien et chimiste russe, électro-chimiste et fondateur de la discipline de l'hydrodynamique physico-chimique. 

## Biographie
Il est l'élève du physicien théoricien, Lev Landau. Son manuel de référence intitulé Hydrodynamique physicochimique est largement considéré comme sa contribution la plus importante à la science. L'équation de Levich décrivant un courant au niveau d'une électrode à disque rotatif porte son nom. Ses activités de recherche portent également sur les réactions de collision en phase gazeuse, l'électrochimie et la mécanique quantique du transfert d'électrons. 

## Distinctions
Il reçoit de nombreuses récompenses au cours de sa vie, notamment le prix Olin Palladium de la société d'électrochimie en 1973. Il est élu membre étranger de l'Académie norvégienne des sciences en 1977 et associé étranger de l'Académie nationale d'ingénierie des États-Unis en 1982. Il est également membre de nombreuses organisations scientifiques, même s'il a dû renoncer à sa citoyenneté soviétique en quittant l'URSS en 1978, et par conséquent, est exclu de l'Académie des sciences de l'URSS. Un institut interdisciplinaire du City Collège de New York est nommé en son honneur.